# Deranged
Deranged (en hangul, 연가시; en hanja, 鐵線蟲; romanización revisada, Yeongasi, literalmente Gusano de hierro) es un thriller surcoreano de ciencia ficción protagonizado por Kim Myung-min, Kim Dong-wan, Moon Jeong-hee y Lee Ha Nui. Es la primera película de Corea sobre una epidemia contagiosa, dirigida por Park Jung-woo, y producida por Lim Ji-young y Oz One Film. Distribuida por CJ E&M, fue estrenada el 5 de julio, con una duración de 109 minutos.

## Sinopsis
Jae-hyuk (Kim Myung-min) es un exprofesor, con un doctorado en bioquímica, pero está trabajando como representante de ventas farmacéuticas tras perder sus ahorros  y su trabajo debido a una mala inversión en el mercado de valores por consejo de su hermano menor. Cuando una serie de cadáveres son encontrados flotando en el río Han, las personas se mantienen en shock al descubrir que las muertes están relacionadas con un estallido fatal de un virus infecto contagioso mutante de parásitos nematomorfos, llamados Yeongasi, capaces de controlar la mente humana. Los síntomas son: aumento del apetito sin ganar peso apropiado y sed excesiva cuando los gusanos han madurado y están a punto de reproducirse. Después, los infectados saltan al río para dejar a los gusanos salir de su cuerpo. Mientras las autoridades buscan encontrar una cura, Jae-hyuk y su hermano Jae-pil (Kim Dong-wan), un detective, que se siente culpable por perder el dinero de Jae-hyuk en el mercado de valores, luchan para salvar a sus familiares cuando estos empiezan a mostrar síntomas similares a los de los infectados.

## Reparto
- Kim Myung-min: Jae-hyuk
- Moon Jeong-hee: Gyung-seon[6]
- Kim Dong-wan: Jae-pil[7][8][9]
- Lee Ha Nui: Yeon-joo
- Eom Ji-seong: Joon-woo
- Yeom Hyun-seo: Ye-ji
- Kang Shin-il: doctor Hwang
- Jo Deok-hyeon: Tae-won
- Jeon Kuk-hwan: primer ministro
- Choi Jung-woo: ministro de salud
- Lee Hyung-chul: James Kim
- Jung In-gi: vendedor
- Song Young-chang: doctor Kim
- Choi Il-hwa: presidente surcoreano
- Kim Se-dong: director de producción
- Jo Han-chul: investigador
- Joo Suk-tae: hombre soltero que vive con otra persona, secretario

## Recepción
En el primer día de estreno, Deranged vendió 190 953 entradas al cine, haciéndola la número uno en el gráfico diario (venciendo a The Amazing Spider Man, que vendió 149 170 entradas). Obtuvo un total de ₩31 992 014 698 después de solo cinco semanas, con 4 515 665 entradas vendidas a nivel nacional.

## Premios y nominaciones
| Año  | Premio                               | Categoría               | Nominado       | Resultado | Ref    |
| ---- | ------------------------------------ | ----------------------- | -------------- | --------- | ------ |
| 2012 | 49.ª Campana Magnífica Premios       | mejor actriz de reparto | Moon Jeong-hee | Nominada  |        |
| 2012 | 33.º Dragón Azul Premios de Película | mejor actriz de reparto | Moon Jeong-hee | Ganadora  |        |
| 2012 | 33.º Dragón Azul Premios de Película | Premio técnico          | Seo Sang-hwa   | Nominado  |        |
| 2013 | 49.º Paeksang Premios de Artes       | mejor actriz de reparto | Moon Jeong-hee | Nominada  | [ 13 ] |
| 2013 | 49.º Paeksang Premios de Artes       | actor más popular       | Kim Dong-wan   | Ganador   | [ 14 ] |